# Pipistrel
Pipistrel є провідним світовим виробником надлегких моторних планерів і планерів з допоміжними двигунами. Компанія була заснована в 1987 році як перший приватний виробник і навіть експортер літаків у тодішній Югославії та як піонер альтернативної авіації в Словенії та за її межами. Назва компанії походить від наукової назви одного з племен vespertilionids (Pipistrellus); також зображений на логотипі компанії кажан.

## Історія компанії
Компанія була заснована Іво Боскаролом у 1987 році в Айдовщині як перший і єдиний приватний виробник літаків в Югославії. У 1992 році компанія була реорганізована в товариство з обмеженою відповідальністю, а назва Піпістрел збереглася донині. На початку 1990-х років було виготовлено понад 500 моторних зміїв. У 1995 році розпочалася розробка та виробництво власного моторного парусного літального апарата Синус. У 2004 році компанія переїхала до нових приміщень, прилеглих до аеропорту в Айдовщині. Колектив Pipistrel нараховує 80 осіб. Для деяких моделей виробництво орендується за 12 місяців наперед. До 2012 року було виготовлено та продано понад 1000 різних літаків.
Наприкінці 2017 року вони створили нове спільне підприємство в Китаї, якому належить 51 відсоток і буде виробляти надлегкі літаки для ринків Далекого Сходу. Проект коштує 350 мільйонів євро, який буде інвестовано в компанію за сім років разом з китайським партнером Sino Group, якій належить 49% компанії. Крім того, вони уклали угоду з Джуронгом, щоб побудувати авіаційний центр.

## Програма з виробництва легких літаків
- Pipistrel Sinus
- Pipistrel Alpha Trainer
- Albastar Apis (Pipistrel Apis)
- Pipistrel Apis-Bee
- Apis Electro
- Pipistrel Panthera
- Pipistrel Taurus
- Pipistrel Taurus G4
- Pipistrel Taurus Electro
- Pipistrel Virus

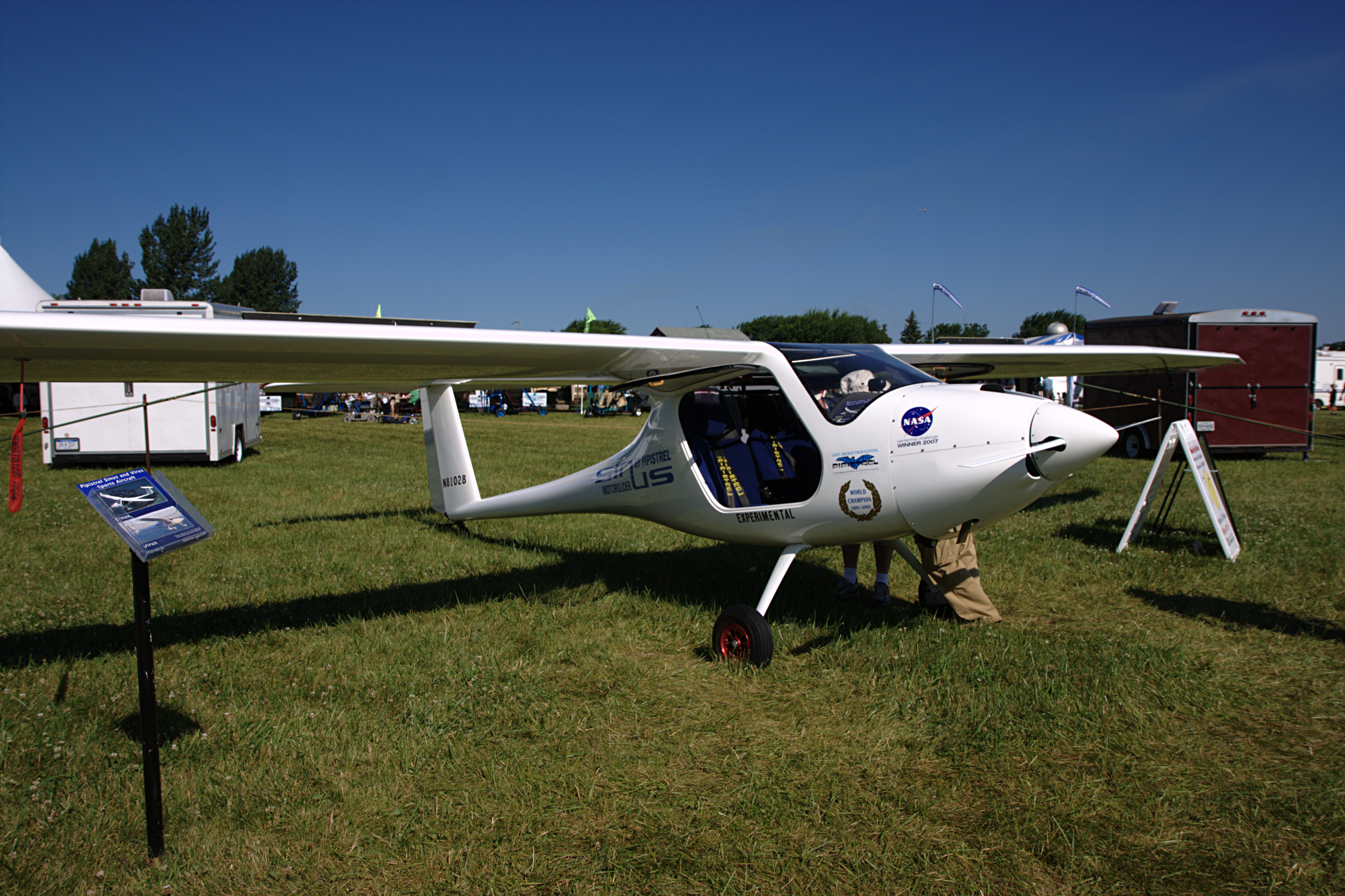

- Pipistrel Spider (Flight Team Twister)
- Pipistrel Twister (Flight Team Twister)
- Pipistrel Velis Electro
- Pipistrel 801 eVTOL
- Pipistrel Nuuva V300
- Pipistrel WATTsUP

## Успіх і визнання
Планер Pipistrel Apis — володар п'яти світових рекордів за критеріями Міжнародної авіаційної федерації (FAI).
У 2007 році S-крило Pipistrel's Pipistrel виграло персональний конкурс НАСА майбутнього, а в 2008 році виграло змагання, спонсоровані NASA. За свою працю Іво Боскарол отримав кілька нагород, серед яких найвище визнання дипломом Міжнародної авіаційної асоціації Пола Тиссанд'є за його внесок у розвиток авіації.
У 2011 році Pipistrel втретє перемогла у своїй програмі Nasa Cafe Nasa Green Flight Challenge через свою філію в США Pipistrel-USA.com (у партнерстві з Університетом Пенну).
20 жовтня 2011 року Президент Республіки Словенія Данило Тюрк нагородив компанію Золотим орденом заслуг Республіки Словенія "за внесок у розвиток екологічно чистих технологій та за встановлення переможної інноваційної філософії, за допомогою якої він також поставив Словенію серед технологічних наддержав".